# Singer Roadster
Der Singer Roadster ist ein Sportwagen, den Singer von 1939 bis 1955 als Nachfolger des Singer 9 Sports herstellte. Der Roadster wurde 1939 als offene Version des Singer Bantam vorgestellt. Während des Zweiten Weltkrieges ruhte die Produktion und wurde nach dessen Ende ohne Veränderungen wieder aufgenommen. 1949 erhielt der Roadster ein Vierganggetriebe vom Singer Hunter und hieß ab da Roadster 4A. Die Modelle 4AB und 4AC, die 1950 herauskamen, waren nur kurzlebig und wurden 1951 vom Roadster 4AD auf Basis des Singer SM 1500 abgelöst. In dieser Form wurde das Modell noch bis 1955 hergestellt. Insgesamt entstanden 11.063 Exemplare.

## Singer 9 Roadster (1939–1940, 1945–1949)

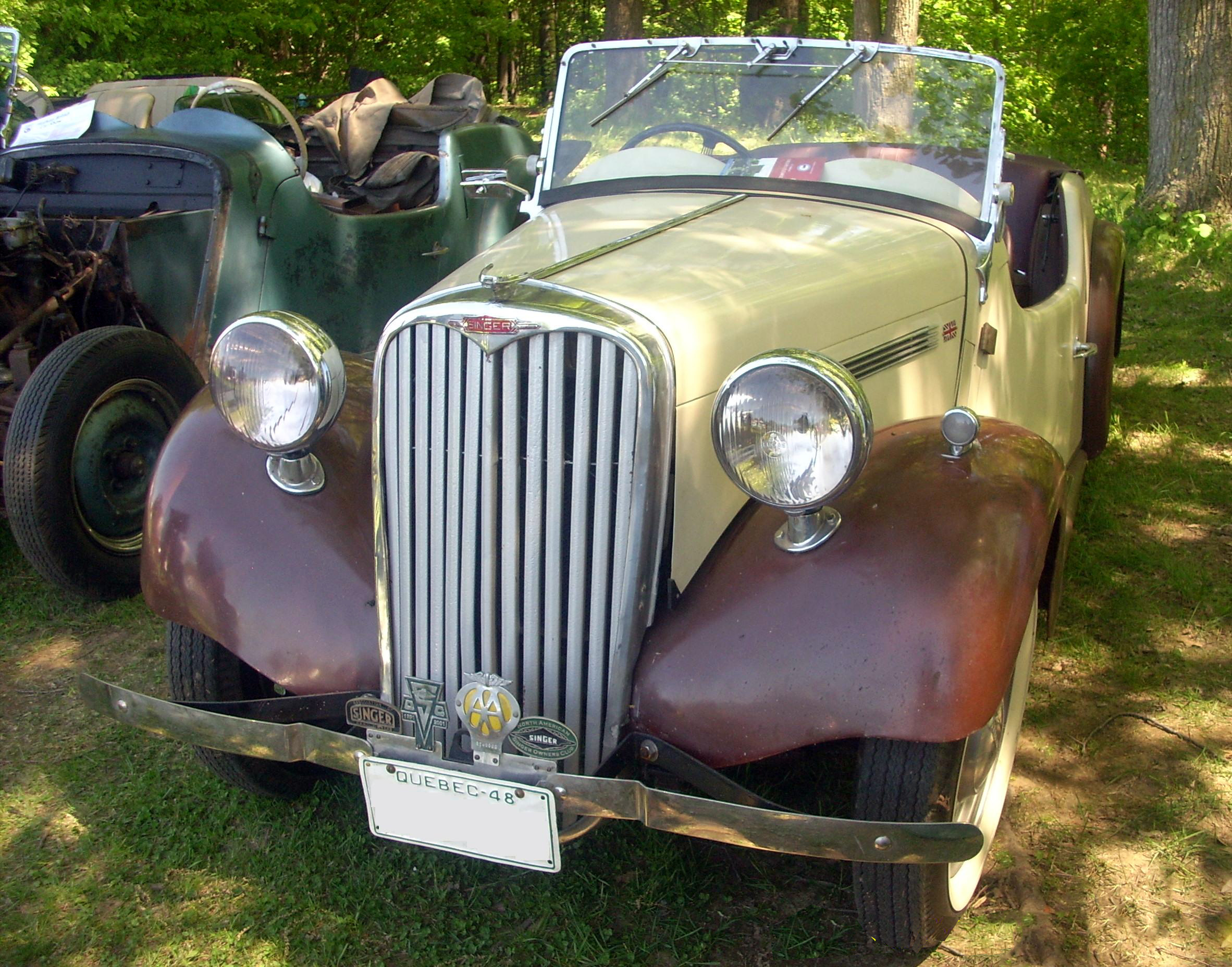
Singer 9 Roadster (1948)

Der erste Roadster war eigentlich ein zweitüriger, oft viersitziger Tourenwagen um hatte bereits einen Vierzylinder-Reihenmotor mit obenliegender Nockenwelle und 1074 cm³ Hubraum. Der vom Modell Bantam bekannte Motor erhielt einen neuen Ansaug- und  Auspuffkrümmer und einen SU-Fallstromvergaser, was die Leistung auf 36 bhp (26,5 kW) brachte. Das alte Dreiganggetriebe begrenzte den Wagen in Beschleunigung und Höchstgeschwindigkeit; letztere lag um 104 km/h.
Der Aufbau war in Gemischtbauweise erstellt, ein Holzrahmen war mit Aluminiumblechen beplankt. Die beiden Starrachsen hingen an Längsblattfedern. Der Wagen hatte mechanisch betätigte Bremsen.
Nach dem Zweiten Weltkrieg wurde das Fahrgestell verstärkt und der Motor rückte etwas weiter nach vorne.
Fast die gesamte Produktion wurde exportiert.

## Singer 4A Roadster (1949–1950)
1949 erfolgte der Wechsel zum Modell 4A. Es erhielt das Vierganggetriebe vom Hunter und an die Stelle des SU-Vergasers trat einer von Solex.
Auch von dieser Version blieben nur wenige im Vereinigten Königreich, obwohl alle Wagen rechtsgelenkt waren. Es entstanden 4122 Exemplare.

## Singer 4AB und 4AC Roadster (1950–1952)
Das Modell 4AB erhielt ein neues Fahrgestell und Fahrwerk mit Einzelradaufhängung vorne an Doppelquerlenkern mit Schraubenfedern. Der Vierzylindermotor wurde unverändert vom Vorgänger übernommen, aber die Bremsen waren nun teilhydraulisch betätigt (vollhydraulische Bremsen an den Vorderrädern und ein Hydraulikzylinder, der am Handbremsgestänge für die Hinterräder zog).
Das in nur sehr geringem Umfang gefertigte Modell 4AC hatte den etwas größeren Motor mit 1194 cm³ Hubraum.
Von beiden Modellen zusammen wurden etwa 1000 Stück gebaut.

## Singer SM Roadster 4AD (1951–1955)

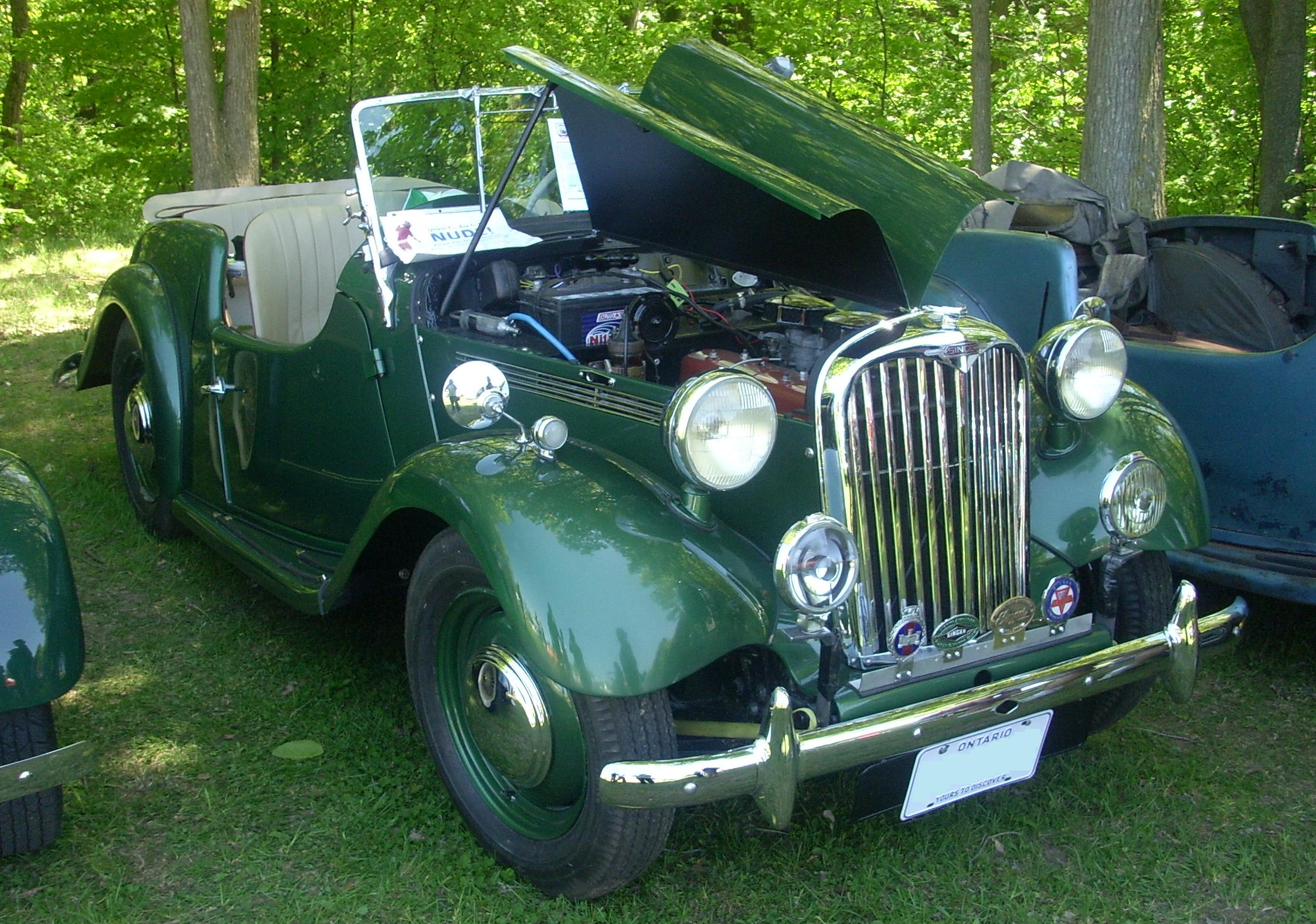
Singer SM Roadster, Modell 4AD

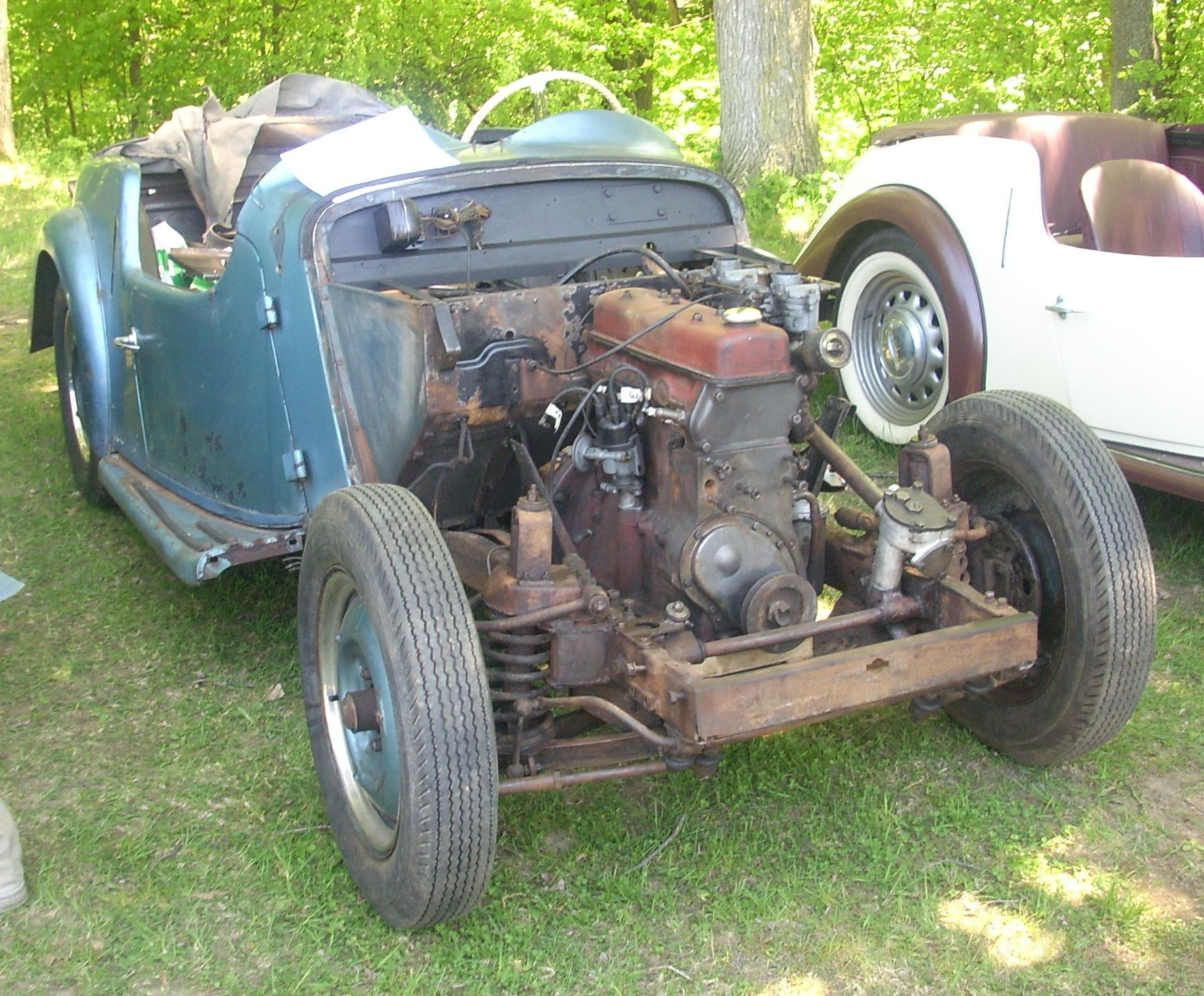
Singer SM Roadster 4ADT für die USA (1955)

Die letzte Version des Roadster, der 4AD, hieß offiziell ‘’Singer SM Roadster’’. Dort war der größere Motor der SM-1500-Limousine mit 1497 cm³ Hubraum und einer Leistung von 48 bhp (35 kW) eingebaut. Fahrgestell und Aufbau wurden unverändert vom Vorgängermodell übernommen. Ab 1953 gab es, wie bei der Limousine, auf Wunsch auch den Zweivergasermotor mit 58 bhp (42,6 kW).
Anfangs wurden auch von diesem Modell alle Wagen exportiert, aber ab 1953 wurden sie auch im Vereinigten Königreich angeboten. Bis 1955 wurden 3440 Exemplare gebaut.

## Singer SMX Roadster (1953)
Von diesem Prototyp mit Karosserie aus glasfaserverstärktem Kunststoff wurden vermutlich nur 10 Exemplare gebaut.